# 五峰镇 (五峰县)
五峰镇，是中华人民共和国湖北省宜昌市五峰土家族自治县下辖的一个乡镇级行政单位。当地人称城关，1950年到2012年为五峰县政府驻地。城西面为五峰山，东面为宝塔坡，天池河自北向南流经全城。人口40013人，面积456平方千米。

## 行政区划
五峰镇下辖以下地区：
小北门社区、正街社区、长坪社区、石梁司村、香东村、小河村、楠木河村、水尽司村、油菜坪村、黄粮坪村、谢家坪村、麦庄村、怀抱窝村、茅坪村和长坡村。